# Syneches amamiensis
Syneches amamiensis är en tvåvingeart som beskrevs av Saigusa 1964. Syneches amamiensis ingår i släktet Syneches och familjen puckeldansflugor. Inga underarter finns listade i Catalogue of Life.